# Clarkton (Karolina Północna)
Clarkton – miasto w Stanach Zjednoczonych, w stanie Karolina Północna, w hrabstwie Bladen.